# Guarambaré
Guarambaré è una città del Paraguay, situata nel dipartimento Central, a 32 km dalla capitale del paese, Asunción. Forma uno dei 19 distretti in cui è diviso il dipartimento.

## Popolazione
Al censimento del 2002 Guarambaré contava una popolazione urbana di 8.846 abitanti (16.687 nell'intero distretto).

## Storia

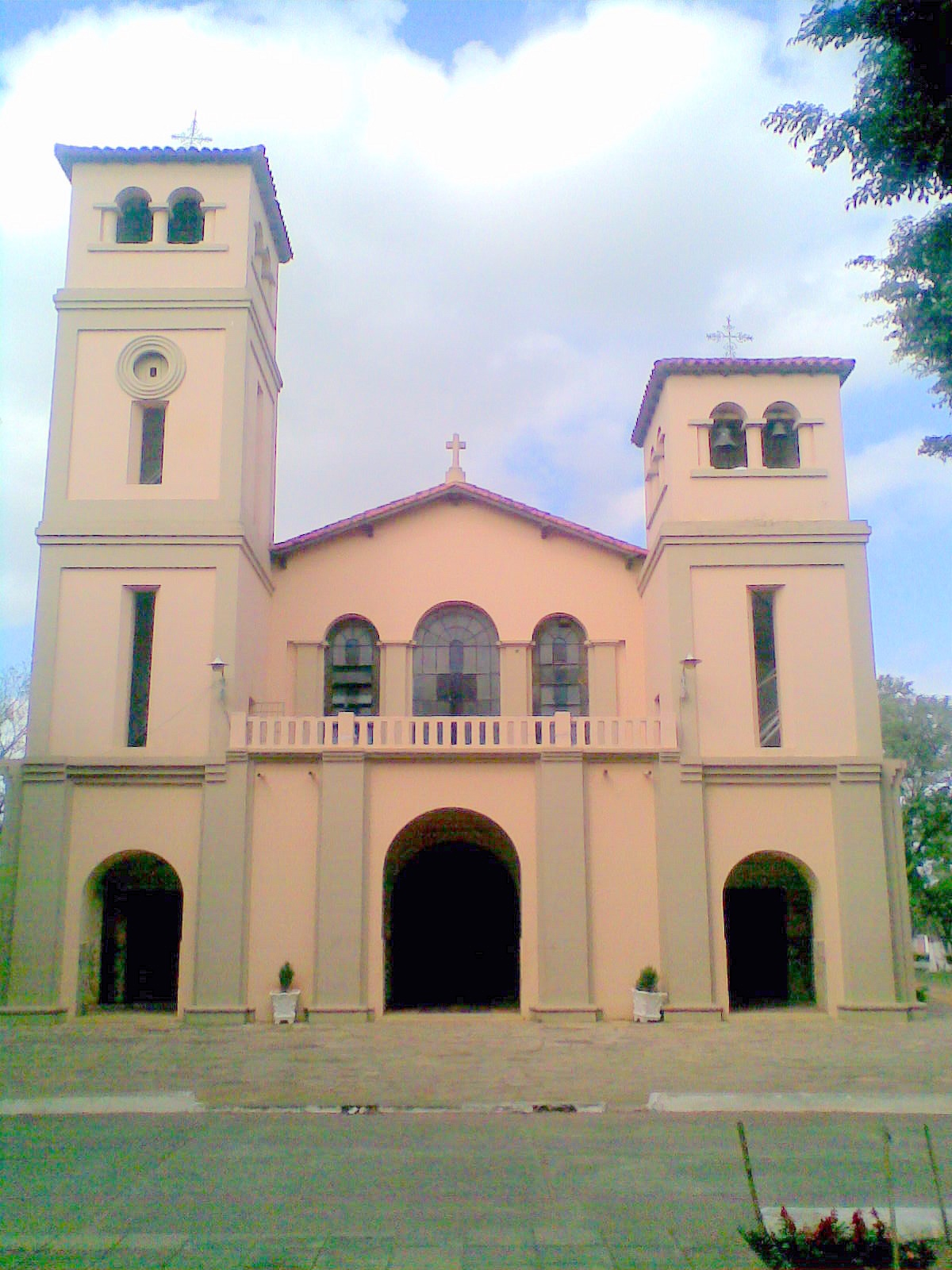
Chiesa di Guarambaré

Le origini della città risalgono al 1538, anno in cui il conquistador Domingo Martínez de Irala concentrò gli indigeni in un villaggio chiamato Todos los Santos de Guarambaré; il nome fu preso da quello del cacicco posto a capo della comunità.
La seconda fondazione risale al 6 maggio 1682, durante il governo di Juan Diez de Andino, quando con cedola reale della Corona spagnola fu fondata ufficialmente la città di Nuestra Señora de la Natividad de Guarambaré.

## Economia
La coltivazione e la trasformazione della canna da zucchero sono le principali attività economiche di Guarambaré: nella zona esistono due importanti zuccherifici.